# ویاچسلاو خرنین
ویاچسلاو خرنین (روسی: Вячеслав Александрович Хрынин؛ ۱۰ اوت ۱۹۳۷ – ۳۰ اکتبر ۲۰۲۱) ورزشکار بسکتبال اهل اتحاد جماهیر شوروی سوسیالیستی بود.
وی در مسابقات کشوری و بین‌المللی در مجموع برندهٔ ۲ مدال طلا، ۱ مدال نقره، ۱ مدال برنز شده‌است.